# Macromitrium sublaeve
Macromitrium sublaeve är en bladmossart som beskrevs av Mitten 1869. Macromitrium sublaeve ingår i släktet Macromitrium och familjen Orthotrichaceae. Inga underarter finns listade i Catalogue of Life.